# Дембник (Вармінсько-Мазурське воєводство)
Дембник (пол. Dębnik, нім. Damerauwald) — село в Польщі, у гміні Решель Кентшинського повіту Вармінсько-Мазурського воєводства.
Населення — 68 осіб (2011).
У 1975-1998 роках село належало до Ольштинського воєводства.

## Демографія
Демографічна структура станом на 31 березня 2011 року:
|          | Загалом | Допрацездатний вік | Працездатний вік | Постпрацездатний вік |
| -------- | ------- | ------------------ | ---------------- | -------------------- |
| Чоловіки | 37      | 9                  | 26               | 2                    |
| Жінки    | 31      | 8                  | 18               | 5                    |
| Разом    | 68      | 17                 | 44               | 7                    |